# Liste von Persönlichkeiten der Stadt Herne
Diese Liste von Persönlichkeiten der Stadt Herne umfasst die Ehrenbürger, Söhne und Töchter der Stadt sowie weitere Persönlichkeiten, die in Herne lebten oder noch leben.

## Ehrenbürger
Die Stadt Herne hat folgenden Personen das Ehrenbürgerrecht verliehen:
- 1907: Hermann Schaefer, Bürgermeister
- 1933: Adolf Hitler, Reichskanzler, aberkannt Sep. 1984
- 1933: Paul von Hindenburg, Reichspräsident, aberkannt Okt. 2013[1]
- 1935: Otto Heinrich Flottmann, Unternehmer, aberkannt Okt. 2013[1]
- 1969: Edmund Weber, Oberbürgermeister
- 1984: Robert Brauner, Oberbürgermeister

## Söhne und Töchter der Stadt
Auflistung nach Geburtsjahr

### Bis 1900
- Friedrich Brockhoff (1845–1926), Pädagoge und Musiker
- Wilhelm Middeldorf (1858–1911), Wasserbauingenieur und preußischer Baubeamter
- Friedrich von Amelunxen (1860–1916), preußischer Generalmajor
- Paul Hein (1865–1945),  Kaufmann und Bergwerks-Generaldirektor
- Karl Rembert (1868–1966), Gymnasiallehrer, Heimatkundler und Museumsleiter
- Hermann Schultz (1878–1953), Verwaltungsjurist, Landrat und Regierungsvizepräsident
- Heinrich Koppenberg (1880–1960), Konstrukteur, Industrieller, Vertreter der deutschen Rüstungsindustrie im Dritten Reich
- Wilhelm Meisner (1881–1956), Ophthalmologe und Hochschullehrer
- Heinrich Crämer (1883–1960), Politiker (SPD), 1946 Oberbürgermeister von Herne
- Heinrich Schulte-Uhlenbruch (1883–1946), Landwirt und Politiker (Zentrum)
- Fritz Lange  (1885–?), Ringer
- Heinrich Pette (1887–1964),  Arzt, Neurologe und Gründer des Heinrich-Pette-Instituts
- Edmund Konsek (1888–1958), Chorleiter und Organist
- Bernhard Breloer (1894–1947), Indologe und Rechtswissenschaftler
- Arthur Etterich (1894–1960), Politiker (NSDAP)
- Herbert Tengelmann (1896–1959), Jurist, Kaufmann und Industrieller der Textilindustrie
- Adolf Potthoff (1897–1969), Journalist, Pädagoge und Schriftsteller
- Karl Brandt (1898–1974), Heimatforscher, Prähistoriker und Museumsleiter
- August Stötzel (1898–1963), Bergmann, kommunistischer Widerstandskämpfer, KZ-Häftling und Parteifunktionär (KPD/SED)
- Friedrich Welskop (1898–1977), Jurist und Politiker (CDU)
- Heinrich Rupieper (1899–1964), katholischer Geistlicher und NS-Opfer
- Bernd Poieß (1900–1988), Rezitator, Sprech- und Spracherzieher
- Friedrich Struckmeier (1900–1944), Bergmann und Mitglied der Widerstandsgruppe um Franz Zielasko
- Josef Walter (1900–1974), Politiker, Landtagsabgeordneter und Oberbürgermeister (SPD)

### 20. Jahrhundert

#### 1901 bis 1910
- Joachim Beckmann (1901–1987), Präses der Evangelischen Kirche im Rheinland
- Karl-Friedrich Dörnemann (1901–1969), Politiker (NSDAP)
- Werner Göbel  (* 29. November 1901; † 9. März 1973 in Lübeck), evangelischer Theologe, Konsistorialpräsident in Danzig und Lübeck[2]
- Stanisław Mikołajczyk (1901–1966), polnischer Politiker
- Heinrich Demand (1902–1974), Politiker (SPD) und Mitglied des Landtags
- Peter Drozniak MSC (1902–1945), römisch-katholischer Geistlicher, Herz-Jesu-Missionar und Märtyrer
- Heinz Gebauer (1902–1955), Politiker (NSDAP)
- Arthur Jopp (1902–1990), Schauspieler und Regisseur
- Otto Neuloh (1902–1993), Soziologe und Arbeitswissenschaftler
- Willi Heitkamp (1903–1988), Politiker und Landtagsabgeordneter (CDU)
- Hermann Kleine (1903–1970), Politiker (CDU), Oberbürgermeister von Herne
- Georg Wenner (1903–1964), Kaufmann und SS-Führer
- Maria Klann (1904–1994), Abgeordnete (KPD) in der Hamburgischen Bürgerschaft
- Erich Püschel (1904–1991), Kinderarzt und Medizinhistoriker
- Wilhelm Scharpwinkel (1904–1947), Jurist im Range eines Oberregierungsrates, Gestapobeamter und SS-Führer
- Ernst Schütte (1904–1972), Kultusminister des Landes Hessen
- Hans Schwake (1904–1979), Berghauptmann der Oberbergämter Dortmund und Bonn
- Erich Finke (1905–1945), Internist und KZ-Arzt
- Albert Burkat (1906–1975), Balletttänzer, Dramaturg und Librettist
- Erich Gottschalk (1906–1996), Fußballspieler
- Lorenz Humburg (1906–1994), Maler, Kunstpädagoge
- Friedrich Reichenstein (1906–2017), israelischer Zeitungsverleger und Jurist
- Robert Brauner (1907–1992), Politiker (SPD), Oberbürgermeister von Herne (1951–74)
- Karl Jansen (1908–1961), Gewichtheber
- Edmund Czaika (1909–1992), Fußballspieler
- Otto Walpert (1909–1979), Politiker (SPD)
- Kate Katzki (1910–2002), deutschamerikanische Sozialarbeiterin
- Wilhelm Schübbe (1910–1976), Mediziner, NS-Arzt und Mordopfer

#### 1911 bis 1920
- Else Drenseck (1911–1997), Politikerin (SPD) und Geschäftsführerin der Arbeiterwohlfahrt
- Wilhelm Iwanski (1911–1985), Schriftsteller
- Ernst Kuhr (1912–1999), Schauspieler, Regisseur und Synchronsprecher
- Werner Schäfer (1912–2000), Tiermediziner und Virologe
- Alfred Möhlenbruch (1912–1973), Mediziner
- Hermann Gesing (1913–1997), Künstler und Kunstpädagoge
- Edmund Schuitz (1913–1992), freischaffender Kunstmaler
- Elisabeth Hoffmann (1914–1973), Malerin und Bildhauerin
- Ruth Litzig (1914–1933), Schwimmerin und Weltrekordlerin im Dauerschwimmen
- Robert Schmelzer (1914–1996), Journalist, Chefredakteur der Ruhr-Nachrichten, Westfalenpost und Frankfurter Neue Presse
- Marlies Teichmüller (1914–2000), Geologin
- Ernst Schröder (1915–1994), Schauspieler und Regisseur
- Ernest Majo (1916–2002), Komponist, Dirigent, Musiker und Professor
- Paul Marziniak (1916–1978), Politiker (SPD) und Mitglied des Landtags
- Rudolf Witzig (1916–2001), Fallschirmpionieroffizier der Wehrmacht, Oberst der Bundeswehr
- Ulrich Matschoss (1917–2013), Bühnen- und Filmschauspieler
- Heinz-Otto Sieburg (1917–2003), Neuhistoriker und Autor, u. a. zur Ambivalenz seiner Heimatstadt zum Bergbau und zum Grubenunglück von Courrières 1906, seit 1954 Partnergemeinde von Herne
- Hermann Eppenhoff (1919–1992), Fußballspieler und -trainer
- Hans Thomale (1919–2002), Orchideenzüchter
- Kurt Edelhagen (1920–1982), Jazzmusiker und führender Bigband-Leader
- Georg Evers (1920–2008), Gärtner
- Karl-Heinz Exner (1920–1999), Politiker (CDU)
- Arthur Grundmann (1920–1987), Bundespolitiker (FDP)
- Edward Klabiński (1920–1997), französischer Radrennfahrer

#### 1921 bis 1930
- Georg Ehrich (1921–1985), Politiker (CDU)
- Edith Lechtape (1921–2001), Schauspielerin und Fotokünstlerin
- Karl Heinz Brandt (1922–2014), Archäologe, Landesarchäologe von Bremen und Sohn Karl Brandts (Gründer des Emschertal-Museums)
- Friedhelm Erwe (1922–2021), Mathematiker und Hochschullehrer
- Jupp Gesing (1922–1998), Glasmaler und -künstler
- Wilhelm Lochner (1922–1979), Physiologe und Rektor der Universität Düsseldorf
- Hans-Eugen Schulze (1922–2013), Jurist und Sachautor, Richter am Bundesgerichtshof
- Günter Spendel (1922–2009), Rechtswissenschaftler
- Rudolf Vierhaus (1922–2011), Historiker
- Heinz Finger (1923–2005), Dirigent und Musikpädagoge
- Bronisław Klabiński (1924–1999), polnischer Straßenradrennfahrer
- Kurt Sopart (1924–1990), Fußballspieler
- Johann Adamik (1925–2005), Fußballspieler
- Hieronymus Dittrich (1925–2013), Theologe und Domkapitular in Paderborn
- Robert Imhof (1925–1996), Maler und Grafiker
- Władysław Klabiński (1925–2004), französisch-polnischer Radrennfahrer und nationaler Meister im Radsport
- Hans-Rolf Stellwagen (* 1925), Politiker (CDU), Abgeordneter der Volkskammer der DDR
- Siegfried Geesmann (1926–2010), Fußballspieler
- Günter Grandt (1926–1995), Fußballspieler
- Günter Korbmacher (1926–2015), Jurist und Vorsitzender Richter des Asylsenats am Bundesverwaltungsgericht
- Heinrich Missalla (1926–2018), römisch-katholischer Theologe
- Elisabeth Moltmann-Wendel (1926–2016), eine der bekanntesten Vertreterinnen der feministischen Theologie
- Klaus Knizia (1927–2012), Vorstandsvorsitzender der VEW und Honorarprofessor
- Erich Kuß (1927–2021), Biochemiker und Laboratoriumsmediziner
- Fritz Pawelzik (1927–2015), Missionar des CVJM, Entwicklungshelfer und Häuptling der Aschanti
- Karl Raddatz (1927–2010), Verwaltungsjurist, Oberstadtdirektor von Herne
- Herbert Sczepan (1927–2004), Baptistenpastor und Evangelist
- Günter Senge (1927–1994), Verwaltungsjurist und Maler
- Siegfried Sudhof (1927–1980), Hochschulprofessor, Literaturwissenschaftler, Germanist und Forscher zur Exilliteratur
- Fritz Süllwold (1927–2010), Psychologe
- Günter Dworak (1928–2000), Maler und Grafiker
- Wilhelm Pohlmann (1928–2000), Politiker (SPD)
- Karl-Heinz Schäfer (* 1928), Politiker (SED), Staatssekretär und Werkdirektor in der DDR
- Helmut Bröker (1929–2006), Philosoph
- Werner Kowalski (1929–2010), Historiker
- Jonny Reinert (1929–2004), Buddelschiffbauer
- Alfred Schmidt (1929–2017), Fußballtorwart
- Manfred Urbanski (1929–2005), Politiker (SPD)
- Hannelore Zeppenfeld (1929–2016), Schauspielerin
- Ernst Zinn (1929–2022), Architekt und Regierungsbaudirektor
- Eugen Kohlenbach (1930–2016), niedersächsischer Politiker (CDU)
- Norbert Schlottmann (1930–2004), Verwaltungsbeamter und Politiker (CDU)
- Franz Schüppen (1930–2013), Literaturwissenschaftler

#### 1931 bis 1940
- Werner Brenne (1931–2010), Politiker und Landtagsabgeordneter (SPD)
- Walter Kiwit (* 1931), Oberkreisdirektor des Rhein-Sieg-Kreises
- Hans-Joachim Simon (1931–2009), Romanist
- Harald Hartung (* 1932), Schriftsteller und Literaturwissenschaftler
- Heinz Kördell (1932–2020), Fußballspieler
- Hermann Meyerhoff (1932–1993), Arzt, Psychiater, Hochschullehrer und Ministerialdirigent
- Günter Sawitzki (1932–2020), Fußballtorwart
- Helmut Hellwig (1933–2016), Politiker (SPD)
- Karl-Heinz Glocke (1934–2011), inoffizieller Mitarbeiter der Hauptverwaltung A (HVA) des MfS der DDR
- Werner Krause (1934–2014), Historiker und wissenschaftlicher Archivar
- Klaus Beckmann (* 1935), Gymnasiallehrer, Musikwissenschaftler, Kirchenmusiker und Hochschullehrer
- Helmut Benthaus (* 1935), Fußballspieler und -trainer
- Karl-Heinz Borutta (1935–2002), Fußball-Abwehrspieler
- Kuno Gonschior (1935–2010), Künstler
- Reinhardt Kiehl (* 1935), Mathematiker und Hochschullehrer
- Gerhard Konopa (1935–2002), Kunstmaler und Farbdesigner
- Siegfried Müller (* 1935), Sozialdemokrat und Gewerkschafter
- Heinz-Günter Niebrügge (* 1935), Gewerkschafter
- Friedhelm Jesse (1936–2025), Fußballtorwart
- Christa Rossenbach (≈1936–1992), Schauspielerin und Synchronsprecherin
- Hans Cieslarczyk (1937–2020), Fußballspieler und -trainer
- Udo Mlecek (1937–2012), Ingenieur, Herausgeber sowie Leiter des Fernmeldetechnischen Zentralamtes (FTZ)
- Hans Ost (* 1937), Kunsthistoriker
- Manfred Peters (* 1937), Handballspieler
- Elisabeth Ackermann (* 1938), Schauspielerin
- Wolfgang Becker (* 1938), Politiker (SPD)
- Gerhard Clement  (1938–2023), Fußballspieler
- Karl Hugo Pruys (* 1938), Journalist, Kommunikationswissenschaftler und Schriftsteller
- Wolfgang Beltermann (1939–2010), Brigadegeneral des Heeres der Bundeswehr
- Roswitha Drecker (* 1939), Politikerin (CDU), Mitglied des Landtags
- Winfried Offele (* 1939), Kirchenmusiker, Komponist und Autor
- Hans-Dieter Schulten (* 1940), Leichtathlet

#### 1941 bis 1950
- Hans-Jürgen Bode (1941–2022), Handballtorwart
- Marianne Herzog (* 1941), Erziehungswissenschaftlerin, Diplompädagogin und Studiendirektorin im Hochschuldienst
- Wolfgang Schlotmann (1941–2011), Regierungs-Baudirektor, Politiker und Mitglied des Landtags
- Klaus Fiedler (* 1942), baptistischer Geistlicher und evangelischer Theologe, Missionswissenschaftler, Missionshistoriker, Autor und Verleger
- Horst Gieseler (* 1942), Hürdenläufer
- Heinrich J. F. Reinhardt (1942–2020), Hochschullehrer für Kirchenrecht
- Heinz Lothar Grob (* 1943), Wirtschaftsinformatiker
- Heinz-Günter Prager (1944–2025), Bildhauer
- Heinz Stuy (* 1945), niederländischer Fußballspieler
- Barbara Bludau (* 1946), Juristin und Wissenschaftsmanagerin
- Heinz-Wolfgang Domröse (* 1946), Physiker und Politiker (SPD)
- Rüdiger Wittig (* 1946), Professor für Geobotanik und Ökologie
- Gerd Bollmann (1947–2017), Politiker (SPD)
- Norbert Römer (* 1947), Politiker (SPD) und Journalist
- Frank Sichau (* 1947), evangelischer Pastor und Politiker (SPD)
- Herbert Zielinski (* 1947), Mittelalterhistoriker
- Klaus Aktories (* 1948), Mediziner und Pharmakologe
- Dieter Hattrup (* 1948), katholischer Theologe, Professor für Dogmatik und Dogmengeschichte
- Jürgen Marcus (1948–2018), Schlagersänger (Ein Lied zieht hinaus in die Welt)
- Nikolaus Thon (* 1948), russisch-orthodoxer Diplom-Theologe
- Brigitte Werner (* 1948), Kinder- und Jugendbuchautorin
- Christoph Willms (1948–2015), Prähistoriker und Spezialist der Archäometallurgie
- Josef Hackforth (* 1949), Kommunikationswissenschaftler und Hochschullehrer
- Friedrich Gerhard Klimmek (* 1949), Kriminalromanautor und Rechtsanwalt
- Claus Matecki (* 1949), Gewerkschafter
- Ulrich Hackenberg (* 1950), Manager
- Claus Leggewie (* 1950), Politikwissenschaftler
- Dirk Meyhöfer (* 1950), Architekturjournalist, Stadtforscher und Kurator
- Udo Schröder (* 1950), Ringer

#### 1951 bis 1960
- Peter Grzan (1951–2014), Künstler
- Gerhard Hanswille (* 1951), Ingenieurwissenschaftler
- Herbert Reichelt (1951–2019), Autor
- Wolff Schmiegel (* 1951), Facharzt für Innere Medizin, Gastroenterologie, Endokrinologie und Hämatologie/internistische Onkologie
- Bernhard Weßling (* 1951), Chemiker, Naturforscher und Unternehmer
- Gabriele Gorcitza (* 1952), Politikerin (SPD)
- Axel Kasseböhmer (1952–2017), Künstler
- Rolf Kickuth (* 1952), Wissenschaftsjournalist und Verleger
- Wolfgang Quickels (1952–2014), Fotograf und Journalist
- Ulrich Sommer (* 1952), Strafverteidiger
- Bernd Willmes (* 1952), Exeget und Alttestamentler
- Jürgen Bodeux (* 1953), V-Mann und Kronzeuge zwischen Verfassungsschutz und Terrorismus
- Wolfgang Jäger, gen. Hunter (1953–2007), Musiker
- Iris Anna Otto (* 1953), Schriftstellerin
- Willi Thomczyk (* 1953), Schauspieler, Bühnenautor, Theaterleiter
- Wolfgang Berke (* 1954), Journalist und Buchautor
- Werner Brandt (* 1954), Manager
- Jürgen Gottschlich (* 1954), Journalist und Autor
- Ludger Lohmann (* 1954), Organist und Hochschullehrer
- Birgit Munz (* 1954), Juristin, Richterin und Vizepräsidentin des Oberlandesgerichts Dresden
- Josef Niebecker (* 1954), Brigadegeneral a. D. des Heeres der Bundeswehr
- Bärbel Beuermann (* 1955), Politikerin und Landtagsabgeordnete NRW (Die Linke)
- Karl-Heinz Blomann (* 1955), Musiker, Komponist, Altsaxophonist und Produzent
- Jürgen Grislawski (* 1955), Maler und Bildhauer
- Uwe Knüpfer (* 1955), Journalist und Buchautor
- Achim Krämer (* 1955), Schlagzeuger und Perkussionist
- Robert Krokowski (* 1955), Schriftsteller und Essayist, Künstler und Textpraktiker
- Udo Kühne (* 1955), Mittellateinischer Philologe und Hochschullehrer
- Ingo Marmulla (* 1955), Gitarrist und Musiklehrer
- Thomas Podella (* 1955), Theologe und Altorientalist
- Horst Grabosch (* 1956), Trompeter im Bereich des Jazz und der Neuen Musik
- Jürgen Neffe (* 1956), Journalist, Autor und Schriftsteller
- Berthold Damshäuser (* 1957), Malaiologe und literarischer Übersetzer
- Ulrich Diestelhorst (* 1957), Basketballspieler
- Ingrid Fischbach (* 1957), Politikerin (CDU), MdB und Parlamentarische Staatssekretärin beim Bundesminister für Gesundheit
- Peter Grzybek (1957–2019), Literatur- und Kulturwissenschaftler
- Gudrun Heute-Bluhm (* 1957), Politikerin, ehemalige Oberbürgermeisterin von Lörrach
- Gabriele Klein (* 1957), Soziologin, Kultur- und Tanzwissenschaftlerin
- Hannes Köppen (* 1957), Triathlet, Amateurweltmeister im Paratriathlon auf der Ironmandistanz
- Joachim Król (* 1957), in Köln lebender Schauspieler
- Anne Steinmeier (* 1957), Theologin, Pfarrerin, Pastoralpsychologin und Hochschullehrerin
- Jürgen Wanda (* 1957), Sachbuchautor und Rundfunkmoderator
- Gregor Zielinsky (* 1957), Tonmeister
- Bernd Baumann (* 1958), rechtsextremer Politiker (AfD)
- Rudi Cerne (* 1958), Eiskunstläufer und Moderator
- Lutz Gerresheim (1958–1980), Fußballspieler
- Eckard Koltermann (* 1958), Jazzmusiker und Komponist
- Marita Marschall (* 1958), Schauspielerin und Hörspielsprecherin
- Peter Nottmeier (1958), Schauspieler (Switch reloaded)
- Ulrike Bick (* 1959), Juristin, Richterin am Bundesverwaltungsgericht
- Christian Eichler (* 1959), Sportjournalist
- Susanne Hüttmann-Stoll (* 1959), Richterin am Bundessozialgericht
- Hartmut Kasper (* 1959), Schriftsteller, auch unter dem Pseudonym „Wim Vandemaan“
- Silvia Droste (* 1960), Jazzsängerin und Saxophonistin
- Gudrun Gersmann (* 1960), Historikerin; von 2007 bis 2012 Direktorin des Deutschen Historischen Institutes in Paris
- Katrin Kroemer (* 1960), Journalistin und Verbandsfunktionärin
- Michael Kulla (* 1960), Vizepräsident MAD-Amt
- Claudia Losch (* 1960), Leichtathletin und Olympiasiegerin
- Iris Pigeot (* 1960), Professorin für Statistik, Epidemiologin, Fachbuchautorin, Trägerin der Susanne-Dahms-Medaille
- Ralf Regenbogen (* 1960), Fußballspieler
- Christian A. Schwarz (* 1960), evangelischer Theologe, Referent und Publizist

#### 1961 bis 1970
- Georg Schild (* 1961), Historiker und Professor
- Oliver Siebeck (* 1961), Synchronsprecher, Hörspielsprecher und Hörbuchsprecher
- Michael Völkel (* 1961), Liedermacher, Komponist und Multiinstrumentalist
- Elke Vollmer (* 1961), Leichtathletin
- Almuth Heuner (* 1962), Schriftstellerin, Herausgeberin und Übersetzerin
- Thomas Nückel (* 1962), Politiker (FDP) und Journalist
- Karin Polenz (* 1962), Künstlerin
- Jutta Cordt (* 1963), Juristin, Präsidentin des Bundesamtes für Migration und Flüchtlinge
- Frank Dudda (* 1963), Kommunalpolitiker (SPD) und seit 2015 Oberbürgermeister von Herne
- Romanus Fuhrmann (* 1963), Schauspieler, Hörspiel- und Synchronsprecher
- Michael Rüter (* 1963), Politiker (SPD) und politischer Beamter
- Jörg Uwe Sauer (* 1963), Schriftsteller und Journalist
- Thomas Smuszynski (* 1963), Heavy-Metal-Bassist (u. a. in den Bands U.D.O und Running Wild)
- Bernd Storck (* 1963), Fußballspieler und -trainer
- Volker Wieprecht (* 1963), Hörfunkjournalist, Autor und Unternehmer
- Michael Ewers (* 1964), Gesundheits-, Pflegewissenschaftler und Hochschullehrer
- Dirk Holtbrügge (* 1964), Wirtschaftswissenschaftler und Hochschullehrer
- Dirk Kurtenbach (* 1964), Fußballspieler und -trainer
- Claudia Lokar, geb. Borgschulze (* 1964), Langstreckenläuferin
- Ingo Rduch (* 1964), Eishockeyspieler
- Eva Schmitt-Rodermund (* 1964), Psychologin, Präsidentin der Fachhochschule Potsdam
- Peter Wagner (* 1964), Gründer und Kopf der Band Rage
- Christos Orkas (* 1965), Fußballspieler
- Sylvia Rietenberg (* 1965), Politikerin (Bündnis 90/Die Grünen)
- Uwe Lindemann (* 1966), Komparatist und Mykologe
- Carsten Spohr (* 1966), Ingenieur und Vorstandsvorsitzender der Deutschen Lufthansa AG (2014)
- Gregor Willmes (* 1966), Musikwissenschaftler, Musikschriftsteller und Kulturmanager
- Thomas Witt (* 1966), Katholischer Theologe, Domherr und Vorsitzender des Caritasverbandes in Paderborn
- Nicholas Bodeux (* 1967), Schauspieler (Knockin’ on Heaven’s Door)
- Carsten Eisenmenger (* 1967), Fußballtorwart
- Peter Groth (* 1967), Übersetzer und Germanist
- Roland Höppner (* 1967), Jazzschlagzeuger
- Andrea Jürgens (1967–2017), Schlagersängerin (Und dabei liebe ich euch beide)
- Rainer Liedtke (* 1967), Historiker
- Jörg Lipinski (* 1967), Fußballspieler
- Guido Silberbach (* 1967), Fußballspieler und Trainer
- Thorsten Kinhöfer (* 1968), Fußballschiedsrichter
- Alexandra Rigos (* 1968), Wissenschaftsautorin, Journalistin und Bloggerin
- Sabine Sachweh (* 1968), Professorin für Softwaretechnik und Mitglied der Datenethik-Kommission
- Thorsten Küper (* 1969), Schriftsteller und Blogger

#### 1971 bis 1980
- Thorsten Brinkmann (* 1971), Künstler
- André W. Heinemann (* 1971), Wirtschaftswissenschaftler und Politiker (Bündnis 90/Die Grünen)
- Sandra Schießl (* 1971), Animationsfilmerin
- Clarissa Knorr (* 1972), Schauspielerin und Sprecherin
- Frauke Thielecke (* 1973), Filmregisseurin
- Stephan Mattner (* 1974), Jazzmusiker
- Ralf Cerne (* 1975), Schlagersänger (Schwester Marie)
- Gordon Kampe (* 1976), Komponist und Hochschullehrer
- Christian Michalak (* 1976), Schauspieler, Synchronsprecher und Sänger
- Maja Beckmann (* 1977), Schauspielerin (Stromberg)
- Julia Knop (* 1977), römisch-katholische Theologin und Professorin für Dogmatik
- Çiğdem Akyol (* 1978), Journalistin und Autorin
- Yıldıray Baştürk (* 1978), Fußballnationalspieler der Türkei
- Boris Gromatzki (* 1978), Filmeditor
- Pia-Engel Nixon (* 1978), Köchin, Fernsehköchin und Gastronomin
- Alexander Vogt (* 1978), Journalist und Politiker (SPD)
- Stefan Wächter (* 1978), Fußballtorwart
- Neşat Gülünoğlu (* 1979), Fußballspieler
- Michael Holtschulte (* 1979), Cartoonist, Karikaturist und Illustrator
- Annette Lies (* 1979), Autorin, Stewardess und Werbetexterin
- Marina Wozniak (* 1979), Fußballschiedsrichterin
- Michelle Müntefering (* 1980), geb. Schumann, Politikerin (SPD)
- Annina Ruppel (* 1980), Ruderin (Steuerfrau)
- Jennifer Strunk (* 1980), Chemikerin und Hochschullehrerin

#### 1981 bis 2000
- Steffen Wick (* 1981), Komponist, Pianist und Sänger
- Hendrik Bollmann (* 1982), Politiker (SPD)
- Michael Ratajczak (* 1982), Fußballtorwart und Torwarttrainer
- Michael Breilmann (* 1983), Jurist und Politiker (CDU), MdB
- Natalie Gohrke (* 1983), Basketballnationalspielerin
- Manuel Lenz (* 1984), Fußballtorwart und Torwarttrainer
- René Lewejohann (* 1984), Fußballspieler und -trainer
- Jesper Dahl-Jörgensen (* 1985), deutsch-dänischer Journalist
- Nadia Raoui (* 1985), Boxweltmeisterin
- Christian Eggert (* 1986), Fußballspieler
- Pia Lenz (* 1986), Dokumentarfilmerin und Journalistin
- Leonie Saint (* 1986), Pornodarstellerin
- André Kilian (* 1987), Fußballspieler und Trainer
- Julia Korbik (* 1988), Journalistin und Publizistin
- Liv Migdal (* 1988), Violinistin
- Kevin Münch (* 1988), Dartspieler
- Nico Stank (* 1989), Komiker, Schauspieler, Musicaldarsteller und Synchronsprecher
- Selim Erk (* 1990), deutsch-türkischer Fußballschiedsrichter
- Pascal Hirschi (* 1991), Taekwon-Do-Sportler
- Felix Römer (* 1993), Jazzmusiker
- Marius Probst (* 1995), Leichtathlet
- Frederik Lach (* 1997), Fußballspieler
- Lisa Höpink (* 1998), Schwimmerin
- Tobias Fleckstein (* 1999), Fußballspieler
- Mats Grzesinski (* 2000), Handballtorwart

### 21. Jahrhundert
- Laura Zolper (* 2001), Basketballspielerin
- Joel Lungelu (* 2003), Basketballspieler

## Ferner lebten oder leben in Herne
- Leo Gräff (* 12. Oktober 1836 in Trier; † 4. August 1889 in Herne), Ingenieur, Unternehmer und ab 1875 Direktor der Hibernia AG in Herne
- Johannes Decker (* 12. Februar 1876 in Benolpe; † 22. September 1955), seit 1914 Lehrer, zuletzt Schulrektor in Herne, Verfasser des Heimatbuchs der Stadt Herne für Schule und Haus 1927
- Berta Schulz (* 7. Mai 1878 in Wetter (Ruhr); † 21. Dezember 1950 in Berlebeck bei Detmold), sozialdemokratische Politikerin; von 1924 bis 1932 Mitglied der Stadtverordnetenversammlung in Herne, von 1920 bis 1933 Vorsitzende der Arbeiterwohlfahrt in Herne
- Fred Endrikat (* 7. Juni 1890 in Nakel an der Netze; † 1942 in München), Dichter
- Edmund Weber (* 21. September 1897 in Gebesee, Thüringen; † 11. Juni 1970 in Wanne-Eickel), Politiker (SPD) und langjähriger Oberbürgermeister Wanne-Eickels
- Leo Reiners (* 24. Dezember 1898 in Viersen; † 24. August 1958 in Herne), Redakteur und Heimatforscher
- Willi Henkelmann (* 25. Februar 1899 in Münster; † 2. Juli 1928 in Schleiz), Europameister im Motorradrennen (175 cm³)[3][4]
- Erich Meyer (* 15. März 1900 in Stettin; † 9. Mai 1968 in Wanne-Eickel), Politiker (SPD), Mitglied des Deutschen Bundestages
- Ludwig Steil (* 29. Oktober 1900 in Remscheid; † 17. Januar 1945 im KZ Dachau), evangelischer Theologe, Widerstandskämpfer
- Heinz Rühmann (* 7. März 1902 in Essen; † 3. Oktober 1994 in Aufkirchen), verbrachte einen Teil seiner Jugend in Wanne
- Fritz Panhorst (* 25. Oktober 1915 in Berlin; † 2. Mai 1971), Politiker (CDU), Bürgermeister von Wanne-Eickel und Landtagsabgeordneter
- Ulrich Berger (* 24. Oktober 1921 in Dortmund; † 21. Januar 2003 in Berlin), Politiker (CDU) und Gewerkschaftsfunktionär (DBB); Abgeordneter des Wahlkreises Herne im Deutschen Bundestag und Landtagsabgeordneter
- Jürgen von Manger (* 6. März 1923 in Koblenz; † 15. März 1994 in Herne), Schauspieler, Kabarettist und Komiker, bekannt als Bühnenfigur „Adolf Tegtmeier“
- Heinz Westphal (* 4. Juni 1924 in Berlin; † 30. Oktober 1998 in Bonn), SPD-Politiker, Abgeordneter des Wahlkreises Herne im Deutschen Bundestag, Bundesminister für Arbeit und Sozialordnung und Bundestagsvizepräsident
- Tana Schanzara (* 19. Dezember 1925 in Kiel; † 19. Dezember 2008 in Bochum), Schauspielerin am Schauspielhaus Bochum
- Alfred Pyka (* 28. Juni 1934 in Schlesien; † 10. Januar 2012 in Herne), Fußballspieler
- Ehrenfried Wydra (* 24. Juli 1926; † 4. Oktober 2010 in Herne), Fußballspieler
- Erhard Goldbach (* 25. Juni 1928; † 9. Mai 2004), genannt der Ölkönig von Wanne, Sponsor von Westfalia Herne
- Fritz Schwarz (* 18. Januar 1930; † 5. Juli 1985), evangelischer Pfarrer und Superintendent in Herne, Autor und Begründer des missionarischen Gemeindeaufbaus in der Evangelischen Kirche Deutschlands
- Hans Tilkowski (* 12. Juli 1935 in Dortmund-Husen; † 5. Januar 2020), Torhüter bei der WM 1966; siehe Wembley-Tor
- Harald Rohr (* 20. Februar 1940 in Breslau, † 12. Januar 2016 in Niederndodeleben), Pfarrer, Menschenrechts- und Eine-Welt-Aktivist; Gründer des Informationszentrums Dritte Welt Herne
- Volker W. Degener (* 12. Juni 1941 in Berlin), Schriftsteller, Autor von Kinderbüchern und Kriminalromanen, mehrfach Vorsitzender des Verbandes deutscher Schriftsteller in NRW
- Franz Müntefering (* 16. Januar 1940 in Neheim, heute Arnsberg), Politiker (SPD)
- Jan Zweyer (* 12. Dezember 1953 in Frankfurt am Main), Krimiautor
- Hans-Joachim Erwe (21. Juli 1956 in Bochum, † 9. November 2014 in Fröndenberg), Universitätsprofessor für Musikpädagogik
- Peter Liedtke (* 6. Mai 1959 in Gelsenkirchen), Fotokünstler, Kurator, Galerist, Autor, Blogger und Leiter des Pixelprojektes Ruhrgebiet
- Dirk Schlichting (* 9. Mai 1965 in Düsseldorf), Künstler; lebt in Herne
- Wotan Wilke Möhring (* 23. Mai 1967 in Detmold), Schauspieler; verbrachte seine Jugend in Herne
- Yves Eigenrauch (* 24. April 1971 in Minden), Fußballspieler; lebt in Herne
- Sebastian Bartoschek (* 20. August 1979 in Recklinghausen), Journalist, Psychologe, Science-Slammer, Podcaster und Autor
- Alexej Dmitriev (* 24. Dezember 1985 in Minsk), Eishockeyspieler